# Ogdens' Nut Gone Flake
Ogdens' Nut Gone Flake é um álbum conceitual da banda de rock britânica Small Faces. Lançado em maio de 1968, o LP alcançou a 1ª colocação da UK Albums Chart em 29 de junho, onde permaneceu por seis semanas.
O nome do álbum e o projeto de sua embalagem são uma paródia à Ogdens' Nut-brown Flake, uma marca de tabaco produzida em Liverpool a partir de 1899.

## Faixas
Lado A
1. "Ogdens' Nut Gone Flake"
2. "Afterglow (Of Your Love)"
3. "Long Agos and Worlds Apart"
4. "Rene"
5. "Song of a Baker"
6. "Lazy Sunday"

Lado B
1. "Happiness Stan"
2. "Rollin' Over"
3. "The Hungry Intruder"
4. "The Journey"
5. "Mad John"
6. "Happy Days Toy Town"

## Aparições noutras mídias
A canção título foi usada como tema de Grand Theft Auto V, sendo que a mesma pode ser ouvida nas rádios e nos trailers oficiais do jogo.